# Бессмертие (роман)
«Бессмертие» (чеш. Nesmrtelnost) — роман чешского писателя Милана Кундеры, впервые опубликованный в 1990 году. Последний роман автора, написанный им на чешском языке. Завершающая часть трилогии, в которую входят также романы «Книга смеха и забвения» и «Невыносимая лёгкость бытия».
Отдельные сюжетные линии романа связаны с реальными историческими лицами — в частности, с Гёте и Беттиной фон Арним.